# Macodes petola
De blikemschichtorchidee (Macodes petola) is een soort uit het geslacht Macodes.

## Kenmerken
De soort is groenblijvend en vormt vlezige, kruipende wortelstokken die tot ongeveer acht meter lang kunnen worden. Die bloeiwijze reikt tot ongeveer 20 cm in hoogte.

## Verspreiding
Het verspreidingsgebied van de soort omvat Maleisië, Java, Sumatra, Kalimantan de Filipijnen en de zuidelijke Riukiu-eilanden.